# Paweł Ukielski
Paweł Ariel Ukielski (ur. 1976 w Gdańsku) – polski historyk i politolog, w latach 2014–2016 zastępca prezesa Instytutu Pamięci Narodowej, wicedyrektor Muzeum Powstania Warszawskiego.

## Życiorys
Ukończył V Liceum Ogólnokształcące w Szczecinie, a następnie studia w Szkole Głównej Handlowej w Warszawie. W 2006 w Instytucie Studiów Politycznych Polskiej Akademii Nauk uzyskał stopień doktora nauk humanistycznych w zakresie nauk o polityce, na podstawie pracy zatytułowanej Rola czeskich i słowackich elit politycznych w procesie podziału Czechosłowacji (1989–1992).
Brał udział w tworzeniu Muzeum Powstania Warszawskiego. Pełnił funkcję wicedyrektora tej placówki. Zawodowo związany z Zakładem Europy Środkowo-Wschodniej ISP PAN, został również wykładowcą w Collegium Civitas w Warszawie. W pracy naukowej zajął się zagadnieniami z zakresu transformacji w Europie Środkowej, w szczególności rozpadem Czechosłowacji.
1 września 2014 został powołany na stanowisko zastępcy prezesa Instytutu Pamięci Narodowej. Pełnił tę funkcję do lipca 2016, gdy nowym prezesem IPN został Jarosław Szarek. Wcześniej w tym samym miesiącu Paweł Ukielski również kandydował na stanowisko prezesa instytutu. Później ponownie objął stanowisko wicedyrektora Muzeum Powstania Warszawskiego.

## Odznaczenia
W 2005 wyróżniony Brązowym Medalem „Zasłużony Kulturze Gloria Artis”. W 2013 został odznaczony Złotym Krzyżem Zasługi, a w 2021 Medalem Stulecia Odzyskanej Niepodległości. W 2024 wyróżniony Krzyżem Kawalerskim Orderu Odrodzenia Polski.

## Wybrane publikacje
- Aksamitny rozwód: rola elit politycznych w procesie podziału Czechosłowacji, Warszawa 2007.
- Przewodnik po Muzeum Powstania Warszawskiego (współautor), Warszawa 2007.
- 1989. Jesień Narodów (współautor), Warszawa 2009, seria Rodowody Cywilizacji.